# Thenopa nigraria
Thenopa nigraria là một loài bướm đêm trong họ Geometridae.